# جائزة إيطاليا الكبرى 2005
جائزة إيطاليا الكبرى 2005 (بالإنجليزية: 2005 Italian Grand Prix)‏ هو سباق فورمولا 1 أقيم بتاريخ 4 سبتمبر 2005 في حلبة مونزا، إيطاليا. كان الخامس عشر من أصل 19 في بطولة العالم لسباقات الفورمولا واحد موسم 2005. حلّ الكولومبي خوان بابلو مونتويا أولا بينما جاء الإسباني فرناندو ألونسو في المركز الثاني وحصل على المركز الثالث الإيطالي جانكارلو فيزيكيلا.